# Michelle Williams (piosenkarka)
Tenitra Michelle Williams (ur. 23 lipca 1979 w Rockford) – amerykańska aktorka i piosenkarka. Należała do zespołu Destiny’s Child, który prócz niej tworzyły: Beyoncé Knowles i Kelly Rowland. Nagrała dwie solowe płyty z muzyką gospel i pop. Zagrała w musicalu „Aida”. Przed dołączeniem do zespołu Michelle śpiewała w chórku. Po rozpadzie zespołu nagrała pierwszą solową płytę, która odniosła sukces na rynku w Stanach Zjednoczonych.
Muzyczny debiut miała już w wieku siedmiu lat w chórze kościelnym, wykonując hymn „Jak błogo wiedzieć” w Kościele Bożym w Chrystusie.

## Dyskografia
- 2002 – Heart to Yours
- 2004 – Do You Know
- 2008 – Unexpected

## Teledyski
| Rok  | Tytuł                | Reżyser                   | Z albumu             | Wspólnie z / Gościnnie u      |
| ---- | -------------------- | ------------------------- | -------------------- | ----------------------------- |
| 2001 | „Izzo (H.O.V.A.)”    |                           |                      | Jay-Z                         |
| 2002 | „Heard a Word”       |                           | Heart to Yours       | ---                           |
| 2004 | „Do You Know”        | Matthew Rolston           | Do You Know          | ---                           |
| 2005 | „Boogie Oogie Oogie” |                           |                      | Brooke Valentine ft. Fabolous |
| 2007 | „Get Me Bodied”      | Anthony Mandler & Beyoncé | B'Day Deluxe Edition | Beyoncé                       |
| 2008 | „We Break the Dawn”  | Phil Griffin              | Unexpected           | ---                           |
| 2008 | „The Greatest”       | bd.                       | Unexpected           | ---                           |
| 2014 | „Say Yes”            | bd.                       | bd.                  | Beyoncé, Kelly Rowland        |